# Kadubadak
Kadubadak is een bestuurslaag in het regentschap Pandeglang van de provincie Banten, Indonesië. Kadubadak telt 1706 inwoners (volkstelling 2010).